# Jolina Marie Ledl
Jolina Marie Ledl (* 16. Dezember 2002) ist eine deutsche Schauspielerin und Reality-TV-Darstellerin.

## Leben und Karriere
2014 war Ledl als Kinderdarstellerin im Fernsehfilm Die Frau aus dem Moor zu sehen. 2016 war Ledl eine von fünf Teilnehmerinnen der vierten Staffel von Die Mädchen-WG.
Seit 2015 betreibt Ledl einen Instagram-Account; im Dezember 2021 hatte sie 291.000 Follower. Seit Juli 2017 betreibt Ledl auf YouTube unter dem Namen Jo & Co. einen Kanal, auf dem sie hauptsächlich Unterhaltungsvideos veröffentlicht; im April 2020 hatte er 106.000 Abonnenten.
2018 war Ledl im Musikvideo zu Royals & Kings der Band Glasperlenspiel zu sehen. 2019 hatte sie eine Nebenrolle im Kinofilm Misfit.
Im März 2019 erschien ihr Buch Rock your Day.

## Privatleben
Jolina Ledl ist die ältere Schwester von Ayana Ledl.
Sie lebt in Höhenkirchen-Siegertsbrunn bei München.

## Filmografie
- 2014: Die Frau aus dem Moor (Fernsehfilm)[5]
- 2019: Misfit